# 吉萨武鲁阿加
吉萨武鲁阿加（西班牙語：Guizaburuaga）是西班牙巴斯克自治区比斯开省的一个市镇。总面积6平方公里，总人口144人（2001年），人口密度24人/平方公里。